# François Boivin
François Boivin (Jonquière, 8 de diciembre de 1982) es un deportista canadiense que compitió en snowboard. Ganó una medalla de plata en el Campeonato Mundial de Snowboard de 2005, en la prueba de campo a través.

## Medallero internacional
| Campeonato Mundial | Campeonato Mundial | Campeonato Mundial | Campeonato Mundial |
| Año                | Lugar              | Medalla            | Competición        |
| ------------------ | ------------------ | ------------------ | ------------------ |
| 2005               | Whistler (Canadá)  | Medalla de plata   | Campo a través     |